# Frontina nigrotibialis
Frontina nigrotibialis är en tvåvingeart som beskrevs av Hiroshi Shima 1968. Frontina nigrotibialis ingår i släktet Frontina och familjen parasitflugor. Inga underarter finns listade i Catalogue of Life.